# Gran-Canaria-Fink
Der Gran-Canaria-Fink (Fringilla polatzeki) ist eine Singvogelart aus der Familie der Finken (Fringillidae), die auf der Kanareninsel Gran Canaria endemisch ist. Er galt lange als Unterart des Teidefinks (Fringilla teydea) von der Insel Teneriffa, jüngere Studien legen jedoch einen Artstatus nahe, was von aktuellen Checklisten (IOC, HBW and BirdLife Taxonomic Checklist, Birds of the World) anerkannt wird.

## Merkmale

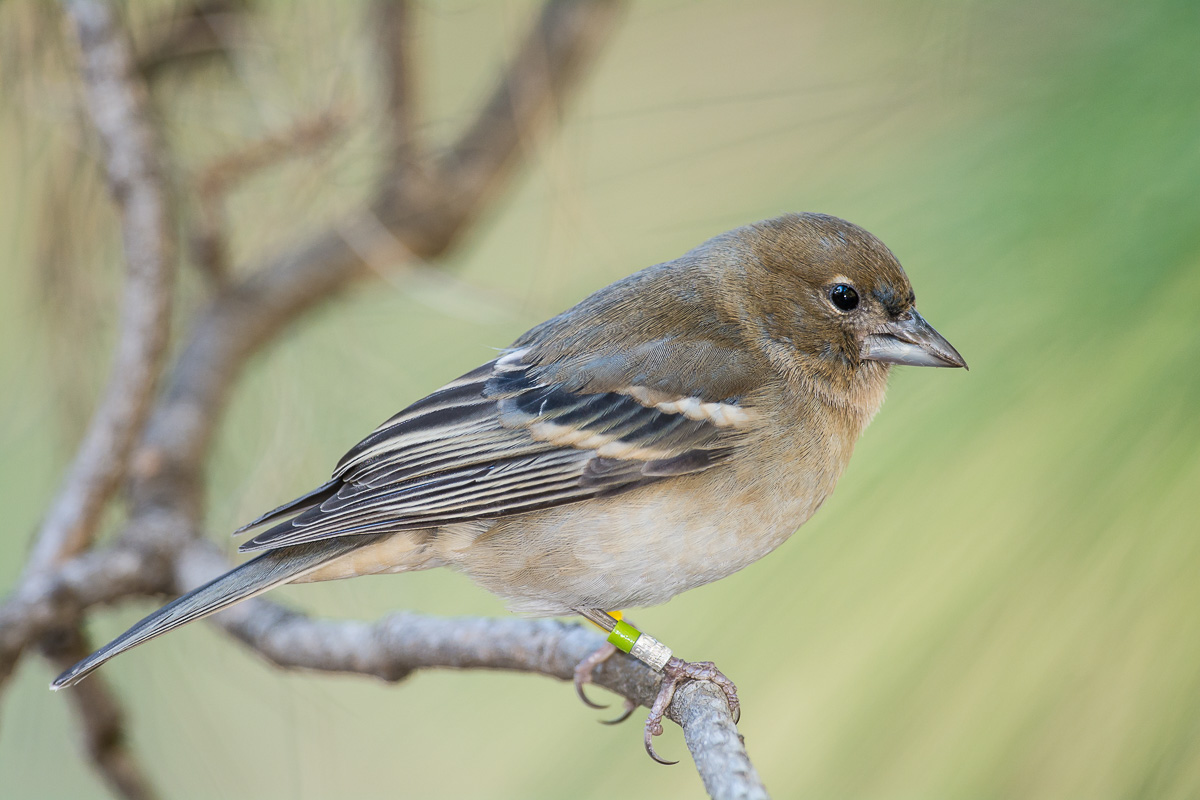
Weibchen des Gran-Canaria-Finks

Der Gran-Canaria-Fink erreicht eine Körperlänge von 16 bis 17 cm. Das durchschnittliche Gewicht der Männchen beträgt 28,3 g, das der Weibchen 27, g. Das adulte Männchen ist kleiner als der Teidefink. Die Flügel sind kürzer und der Schnabel ist geringfügig kürzer. Die Stirn ist schwärzer mit einem ausgeprägteren schwarzen Band. Die Oberseite ist stumpfer und mehr asch-olivgrau. Die Spitzen der mittleren und größeren Flügeldecken sind deutlich breiter und kontrastreicher weiß. Das Weibchen des Gran-Canaria-Finks ist heller sowie am Kinn und an der Brust weniger grau als das Weibchen des Teidefinks. Der Bauch ist weitgehend weiß. Die Jungvögel ähneln dem Weibchen. Sie sind etwas dunkler, mit stumpferen, bräunlichgelben Flügelbinden und haben einen kürzeren vollständig schwarzen Schnabel.

## Systematik
Der Gran-Canaria-Fink wurde 1905 von Ernst Hartert als Unterart des Teidefinks erstbeschrieben. Erste molekulare Nachweise im Jahr 2013 gipfelten in einer im Jahr 2016 veröffentlichten integrierten Studie, die auch kleinere Unterschiede im Gefieder, mittlere morphometrische und wesentliche stimmliche Unterschiede aufzeigte. Der Gran-Canaria-Fink unterscheidet sich hauptsächlich durch ein oft deutlicheres samtschwarzes Band über der Schnabelbasis, viel hellere, fast weiße Spitzen auf den Flügeldecken und eine stärkere Weißfärbung auf dem Bauch und den Flanken, ein helleres, graueres Blau auf der Oberseite und der Brust, kürzere Körper- und Flügellänge, einen größeren Frequenzbereich im Gesang und eine größere Frequenzänderung vom Beginn bis zum Ende der ersten Gesangsphase. In ihrem 2018 veröffentlichtem Werk Handbook of the Western Palearctic Birds erklärten die Autoren Lars Svensson und Hadoram Shirihai, dass sie zwar die Studienergebnisse von George Sangster und seinen Kollegen nicht bestreiten würden, eine Akzeptierung als Art oder Unterart jedoch als willkürliche Entscheidung betrachteten. Daher klassifizierten sie den Gran-Canaria-Fink nach wie vor als Unterart.
Das Artepitheton ehrt den österreichischen Ornithologen Johann Polatzek, der 1905 in den Kiefernwäldern oberhalb der Gemeinde Mogán das Typusexemplar sammelte.

## Verbreitung
Der Gran-Canaria-Fink ist gegenwärtig nur von zwei Standorten bekannt, dem Reserva Natural Integral de Inagua-Ojeda-Pajonales (39 km²) und in Cumbre (18 km²). Die Art war früher weiter verbreitet, ist jetzt aber nur auf Waldstücke an diesen beiden Standorten beschränkt.

## Lebensraum

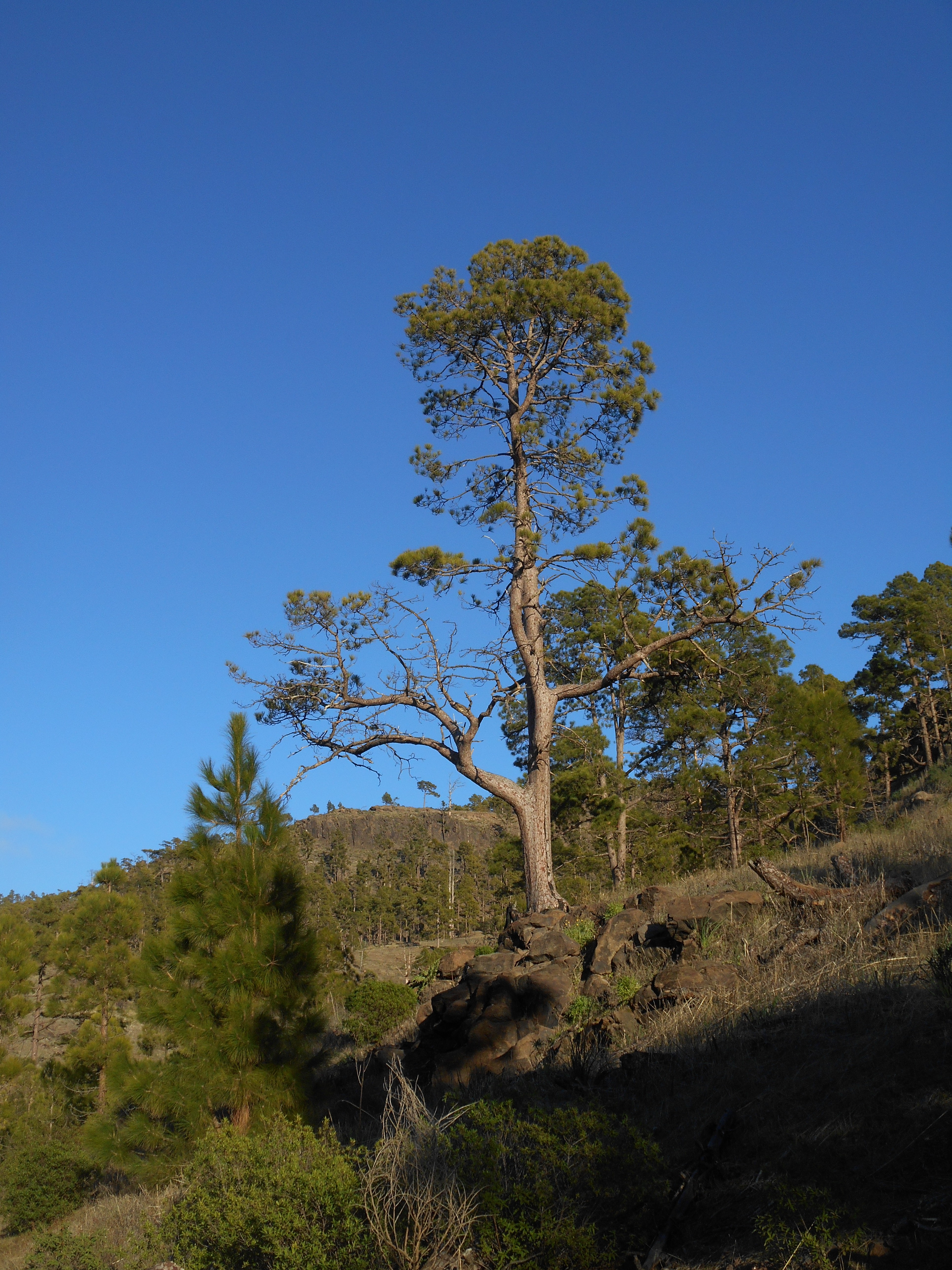
Kanarische Kiefer im Reserva de Inagua

Der Gran-Canaria-Fink bewohnt von der Kanarischen Kiefer (Pinus canariensis) dominierte Wälder, wo er hauptsächlich in Höhenlagen zwischen ca. 700 m und 1200 m vorkommt. In der Regel ist er am zahlreichsten in Gebieten mit gut entwickeltem Unterholz anzutreffen.

## Lautäußerungen
Der Gesang ist höher als beim Teidefink, die Töne sind zweisilbiger und musikalischer. Eine circa 2 Sekunden lange Strophe, die aus einer fallenden Reihe weicher, zweisilbiger Töne besteht, gefolgt von einer längeren Silbe, die deutlich leiser oder gedämpfter ist als das Crescendo des Teidefinks und manchmal kaum wahrnehmbar ist. Die Rufe des Gran-Canaria-Finks sind schwächer als die des Teidefinks und eher einsilbig, z. B. ein nach oben gebogenes ui oder uit, das vom Ton her an die Rufe des Fitis (Phylloscopus trochilus) oder des Zilpzalps (Phylloscopus collybita) erinnert, gefolgt von einem stark frequenzmodulierten Ton mit mehreren Obertönen. Im Flug ist gelegentlich ein scharfes sip zu hören.

## Nahrungsverhalten
Das Nahrungsspektrum ist nicht gut untersucht. Die Art ist abhängig von den Samen der Kanarischen Kiefer. Weitere Nahrungsbestandteile umfassen anderes pflanzliches Material sowie Wirbellose.

## Fortpflanzungsverhalten
Eine im Jahr 2008 veröffentlichte detaillierte Studie ergab, dass die Eiablage in der Regel zwischen Mitte April und Ende Mai beginnt und Mitte bis Ende Mai ihren Höhepunkt erreicht. Ungefähr 33 % der Paare versuchen zwei Bruten. Beide Geschlechter sind territorial, mit beachtlicher Standorttreue. Neuerliche Paarungen sind wahrscheinlich auf den Tod eines Partners zurückzuführen. Das Nest wird vom Weibchen allein über einen Zeitraum von 10 bis 14 Tagen gebaut, offenbar immer in einer Kanarischen Kiefer, etwa 5,5 bis 23,8 m über dem Boden. Es ist napfförmig und besteht außen aus Zweigen von Sträuchern wie Thymiane, Felsenlippen und Ginster, Kräutern, Kiefernnadeln und Flechten, die durch Spinnweben verbunden sind. Die Auskleidung besteht hauptsächlich aus dünnen Gräsern, Kaninchen- und Ziegenhaaren, Federn sowie Spinnweben. Das Gelege umfasst in der Regel zwei, in Ausnahmefällen drei Eier. Sie sind hellblau, fein gezeichnet mit dunkelroten Flecken und vereinzelten schwärzlichen Flecken. Sie sind 20,8 bis 23,8 mm lang und 16 bis 17 mm breit. Ihr Gewicht beträgt 3,2 g. Sie werden im Abstand von 24 Stunden gelegt, die Bebrütung erfolgt durch das Weibchen allein. Die Brutzeit beginnt mit der Fertigstellung des Geleges und dauert 14 bis 16 Tage. Die Nestlingszeit beträgt 16 bis 18 Tage. Die Jungvögel werden in der Regel allein vom Weibchen gefüttert (außer bei erneuten Nistversuchen). Nach dem Flüggewerden versorgen sowohl das Männchen als auch das Weibchen die Jungtiere für weitere drei oder in Ausnahmefällen vier Wochen mit Nahrung. Von 93 Nestern gingen vier in der Zeit vor der Eiablage verloren, und bei drei weiteren war das Ergebnis unbekannt, während 63 erfolgreich mindestens ein Junges zur Welt brachten und 23 scheiterten. Von letzteren wurden 73,9 % erbeutet (die meisten von Buntspechten (Dendrocopus major), weitere wahrscheinlich von Kolkraben (Corvus corax)), 8,7 % der Gelege wurden verlassen und 17,4 % gingen aus unbekannten Gründen verloren. Auch der Turmfalke (Falco tinnunculus) steht im Verdacht, die Nester dieser Art zu plündern. Erfolgreiche Nester befinden sich in der Regel etwas höher über dem Boden, näher am Hauptstamm, weiter vom Ende des Stützastes entfernt und in höheren Bäumen. Bei der teilweise eingeführten Population in Cumbre wurde bei 24 der 28 überwachten Nester nach der ersten Ansiedlung in den Jahren 2011 bis 2013 in 79 % der Nester mindestens ein Küken flügge, und 41 % der brütenden Weibchen versuchten ein zweites Gelege, während in 46 % der Nester ein einziges Küken und in 54 % zwei Küken flügge wurden. Die Überlebenswahrscheinlichkeit im Winter betrug ca. 77 % bei ausgewilderten Vögeln und 72 % bei Wildvögeln, während die jährliche Überlebensrate der Altvögel 64 % bzw. 67 % betrug. Die Art brütet im ersten Jahr.

## Status
Der Grand-Canaria-Fink wird in der Roten Liste gefährdeter Arten der IUCN als „stark gefährdet“ (endangered) klassifiziert. Die geschätzte Population beträgt 120 bis 132 Paare, womit der Gran-Canaria-Fink als der wahrscheinlich seltenste Brutvogel Europas gilt. Zu Beginn des 20. Jahrhunderts war er noch weit verbreitet, wie die 76 Exemplare belegen, die der österreichische Ornithologe Rudolf von Thanner innerhalb von vier Monaten im Jahr 1909 sammelte. In den 1920er Jahren führte die weit verbreitete Abholzung zu einem Verlust von 62 % des Lebensraums in den Kiefernwäldern, was in Verbindung mit dem Sammeln von Exemplaren für Museen zu einem starken Rückgang der Art führte, der möglicherweise durch den Einsatz von Insektiziden im Jahr 1953 noch beschleunigt wurde. Der Gran-Canaria-Fink leidet weiterhin unter dem Verlust und der Fragmentierung seines Lebensraums. Die Kiefernwälder werden für kommerzielle Zwecke stark ausgebeutet, was zu einer Isolierung der Population führt. Im Sommer 2007 wurde ein bedeutender Standort durch einen Waldbrand zerstört. Eine weitere Population wurde in den 1950er Jahren in Pinar de Tamadaba entdeckt, aber trotz intensiver Suche gibt es in diesem Gebiet nur sporadische Nachweise aus jüngster Zeit. Die Art bewohnt derzeit Waldgebiete, von denen das größte 37 km² groß ist, 95 % der Population enthält und durch das Naturreservat Inagua (IUCN-Kategorie Ib) geschützt ist. Wichtige Schutzmaßnahmen für den Gran-Canaria-Fink wurden im Jahr 1982 eingeleitet und 1987 wurden sechs bedeutende Gebiete als Nationalparks und Naturreservate ausgewiesen, die jedoch von den Menschen stark als Erholungs- und Freizeitgebiete genutzt werden. Die Art scheint gut mit leichten und mittelschweren Waldbränden zurechtzukommen, aber der Zugang zu hochwertigen Kiefernwäldern in Verbindung mit stochastischen Populationsschwankungen scheint ein kritischer Faktor zu sein. Dennoch gibt es bisher keine Hinweise darauf, dass solche Waldbrände signifikante Auswirkungen auf den Genpool der Art haben, und es gibt keine Anzeichen für eine Zunahme der Inzucht. 16 Exemplare wurden 2005 im Inagua-Naturschutzgebiet eingefangen, um ein Erhaltungsprogramm in Gefangenschaft zu starten. Insgesamt 41 Gran-Canaria-Finken (11 im Jahr 2010, 13 im Jahr 2011 und 17 im Jahr 2012), darunter 26 Männchen und 15 Weibchen, wurden in Gefangenschaft aufgezogen und unmittelbar nach der Brutsaison in Cumbre, westlich von Inagua, freigelassen – mit einigem Erfolg, da die Überlebensrate im Vergleich zur Wildpopulation akzeptabel ist. In der Roten Liste gefährdeter Vogelarten Spaniens wird die Art als „vom Aussterben bedroht“ klassifiziert.